# جونيور كينيدي
جونيور كينيدي (بالإنجليزية: Junior Kennedy)‏ هو لاعب كرة قاعدة أمريكي، ولد في 9 أغسطس 1950 في فورت غيبسون في الولايات المتحدة.

## وصلات خارجية
- جونيور كينيدي على موقعبيزبول رفرنس.كوم (الدوري الرئيسي) (الإنجليزية)
- جونيور كينيدي على موقعبيزبول رفرنس.كوم (الدوري الثانوي) (الإنجليزية)
- جونيور كينيدي على موقع مشجعي الرسوم البيانية (الإنجليزية)